# Albanigade
Albanigade er en gade i det indre Odense, der strækker sig over cirka 700 meter fra Albani Torv i nordvest til Guldbergsvej i sydøst. Gaden krydser Odense Å.
Gaden er opkaldt efter Britanniens første martyr, Sankt Alban, hvis relikivier Knud den Hellige fik overført til Sct. Albani Kirke i Odense. Strækningen fra Albani Torv til åen kaldtes tidligere Bispegårdsstræde, Vardstræde og Torveåestræde.  Linjeføringen af Odense Letbane omfatter det meste af Albanigade.